# Martin Platzer
Martin Platzer (* 24. September 1963 in Villach) ist ein ehemaliger österreichischer Eishockeyspieler. Er absolvierte 15 Spielzeiten in der Österreichischen Eishockey-Liga und Alpenliga und war von 1984 bis 1989 Mitglied der österreichischen Nationalmannschaft.

## Sportliche Karriere
Martin Platzer begann seine Karriere als Eishockeyspieler im Nachwuchs des EC VSV, für den er bereits mit 15 Jahren in der Saison 1978/79 als Verteidiger in der österreichischen Eishockey-Bundesliga debütierte und bis 1982/83 spielte. In der Saison 1979/80 war er Teil der Mannschaft, die den historischen ersten Meistertitel der Vereinsgeschichte erreichte. 1983/84 wechselte er zum Innsbrucker EV, wo er mit Ausnahme der Saison 1985/86, die er für die VEU Feldkirch spielte, sieben Saisonen unter Vertrag stand. In der Saison 1988/89 führte er die Mannschaft des GEV Innsbruck als Kapitän zum ersten Meistertitel seit 25 Jahren. 1991/92 wechselte er zum CE Wien und in der folgenden Saison 1992/93 zum EC KAC. Er erzielte in 474 Ligaspielen 247 Punkte (57 Tore und 190 Assist). Martin Platzer war von 1984 bis 1989 Mitglied der österreichischen Nationalmannschaft, für die er bei drei Weltmeisterschaften und den Olympischen Winterspielen 1984 Sarajevo (10. Platz) und 1988 Calgary (9. Platz) insgesamt 59 Spiele (7 Punkte) bestritt.
Im Jahr 2000 gründete er gemeinsam mit den ehemaligen Spielern Kurt Harand und Johann Schuller sowie dem Unternehmer Hans Schmid die Vienna Capitals, für die er von 2001 bis 2003 das Marketing und von der Saison 2004/2005 bis 2011/12 die sportliche Leitung verantwortete. Als sportlicher Leiter erreichte er als größten Erfolg 2005 den ersten Meistertitel in der Vereinsgeschichte. Zudem war er von 2001 bis 2014 Vize-Präsident des Clubs.

## Erfolge
- 1977 Österreichischer Schülermeister (U16) mit EC VSV
- 1978 U18-Junioren-Europameisterschaft Gruppe B, 1. Platz
- 1979 Österreichischer Jugendmeister (U18) mit EC VSV
- 1980 Österreichischer Meister mit EC VSV
- 1980 Österreichischer Jugendmeister (U18) mit EC VSV
- 1984 Österreichischer Vizemeister mit Innsbrucker EV
- 1985 Österreichischer Vizemeister mit VEU Feldkirch
- 1989 Österreichischer Meister mit GEV Innsbruck
- 2005 Österreichischer Meister mit den Vienna Capitals (als sportlicher Leiter)

## Beruflicher Werdegang
Martin Platzer absolvierte von 1983 bis 1991 ein Studium der Betriebswirtschaftslehre an der Universität Innsbruck, das er als Mag.rer.soc.oec abschloss. 1992 gründete er das Beratungsunternehmen MPM Sponsoring Consulting GmbH, das ab Mitte der 1990er Jahre auch in Deutschland und der Schweiz tätig war. 1999 gewann das Unternehmen den Internationalen Sponsoring Award. Seit 2013 ist Martin Platzer auch in anderen Branchen (Energiewirtschaft, Außenwerbung) als Unternehmer tätig, so war er Mitgründer der enelteco Energie-Consulting GmbH, der Digi Netz GmbH und der Zugkraft Vermarktungs GmbH.